# Zarro-negrinha

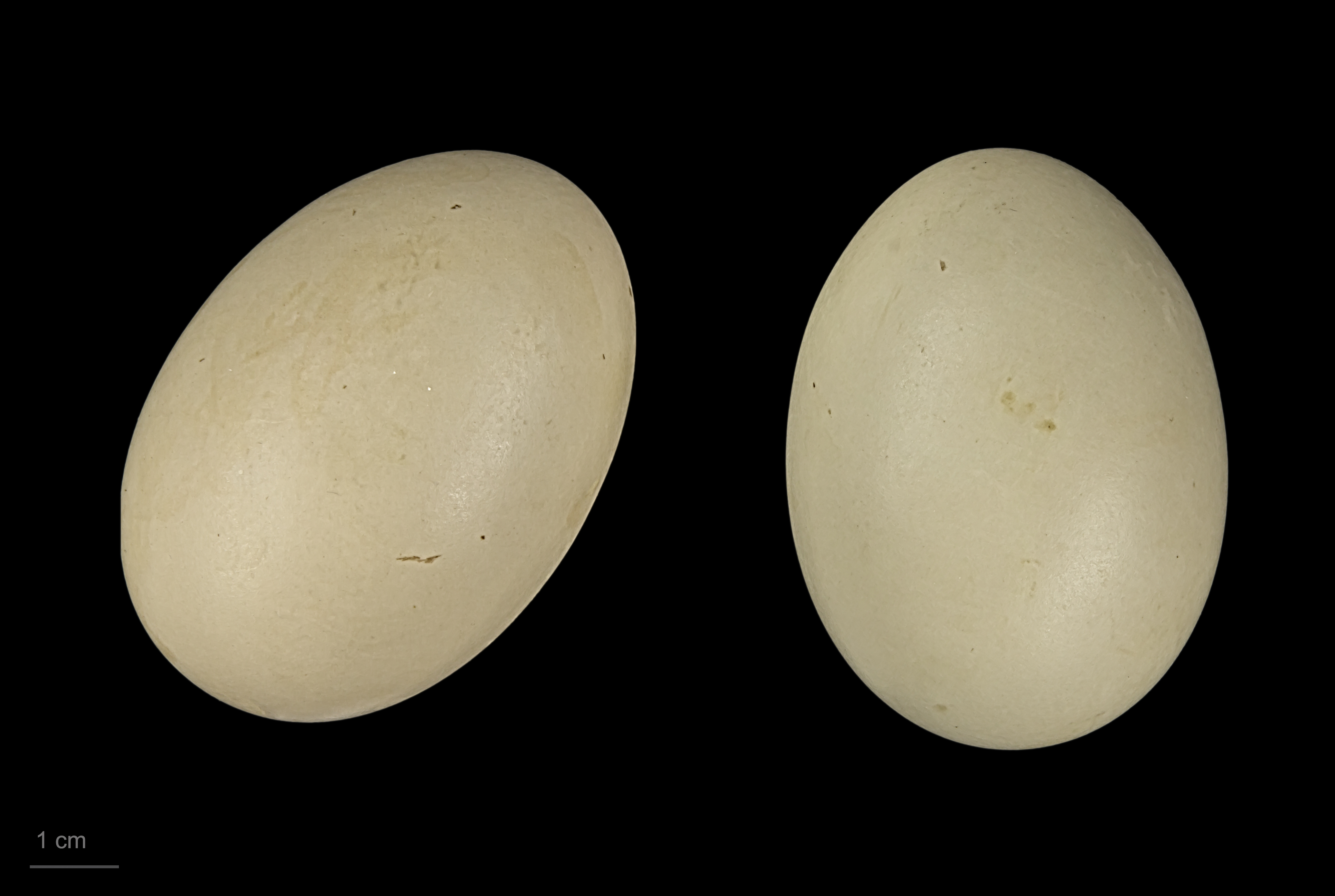
Aythya fuligula - MHNT

Zarro-negrinha ou negrinha (Aythya fuligula) é uma ave da família Anatidae (patos, gansos e cisnes) e que pertence ao grupo dos patos-mergulhadores. O macho tem a plumagem preta e branca e possui uma crista, enquanto a fêmea é mais acastanhada e tem a crista reduzida. Embora com alimentação variada apreciam sobretudo moluscos.
Este pato distribui-se pelo centro e pelo norte da Europa, geralmente em lagos e rios de corrente lenta. Em Portugal é um invernante pouco comum.